# لوسي هايس
لوسي هايس (بالإنجليزية: Lucy Hayes) ولدت في ( 28 أغسطس 1831م - وتوفيت في 25 يونيو 1889م )، زوجة رئيس الولايات المتحدة التاسع عشر رذرفورد هايز، والسيدة أولى للولايات المتحدة الأمريكية من 1877 حتى 1881.